# Championnat du Turkménistan de football 2009
Navigation
Saison 2008 Saison 2010
La saison 2009 du Championnat du Turkménistan de football est la dix-septième édition de la première division au Turkménistan. La compétition rassemble les neuf meilleurs clubs du pays qui sont regroupés au sein d'une poule unique et s'affrontent deux fois, à domicile et à l'extérieur. Pour permettre le retour du championnat à dix clubs, il n'y a pas de relégation et le champion de deuxième division est promu en fin de saison.
C'est le club du HTTU Achgabat qui remporte la compétition cette saison après avoir terminé -invaincu- en tête du classement final, avec deux points d'avance sur Nebitçi Balkanabat et sept sur Merw Mary. C'est le troisième titre de champion du Turkménistan de l'histoire du club. 
Deux clubs déclarent forfait avant le début de la saison : FK Ahal Änew et Gara Altyn Balkanabat. Il n'y a donc que neuf clubs engagés en championnat.

## Les clubs participants
| - FK Altyn Asyr - Nebitçi Balkanabat - Merw Mary - Şagadam Türkmenbaşy | - Talyp Sporty Achgabat - HTTU Achgabat - Turan Dashoguz - FK Achgabat - FK Lebap |

## Compétition
Le barème de points servant à établir le classement se décompose ainsi :
- Victoire : 3 points
- Match nul : 1 point
- Défaite : 0 point

### Classement
| Rang | Équipe                | Pts | J  | G  | N | P  | Bp | Bc | Diff |
| ---- | --------------------- | --- | -- | -- | - | -- | -- | -- | ---- |
| 1    | HTTU Achgabat         | 40  | 16 | 12 | 4 | 0  | 44 | 14 | +30  |
| 2    | Nebitçi Balkanabat    | 38  | 16 | 12 | 2 | 2  | 35 | 11 | +24  |
| 3    | Merw Mary             | 33  | 16 | 10 | 3 | 3  | 31 | 15 | +16  |
| 4    | FK AchgabatT          | 29  | 16 | 9  | 2 | 5  | 24 | 24 | 0    |
| 5    | FK Altyn AsyrC        | 20  | 16 | 6  | 2 | 8  | 20 | 23 | -3   |
| 6    | Talyp Sporty Achgabat | 16  | 16 | 4  | 4 | 8  | 15 | 25 | -10  |
| 7    | Şagadam Türkmenbaşy   | 14  | 16 | 4  | 2 | 10 | 17 | 28 | -11  |
| 8    | Turan Dashoguz        | 10  | 16 | 3  | 1 | 12 | 17 | 39 | -22  |
| 9    | FK Lebap              | 5   | 16 | 1  | 2 | 13 | 6  | 30 | -24  |

|  | Qualification pour la Coupe du président de l'AFC 2010        |
|  | T : Tenant du titre C : Vainqueur de la Coupe du Turkménistan |

### Matchs
| Résultats (▼dom., ►ext.) | ALT | ASH | LEB | HTT | MER | NEB | SAG | TLP | DAS |
| FK Altyn Asyr            |     | 3-0 | 0-1 | 1-5 | 0-2 | 1-3 | 3-2 | 0-0 | 6-2 |
| FK Achgabat              | 2-1 |     | 2-0 | 1-1 | 2-2 | 1-8 | 3-0 | 2-1 | 1-0 |
| FK Lebap                 | 0-1 | 1-3 |     | 0-1 | 0-2 | 0-1 | 0-2 | 0-1 | 1-1 |
| HTTU Achgabat            | 1-1 | 3-0 | 3-1 |     | 1-1 | 3-0 | 3-2 | 2-0 | 9-3 |
| Merw Mary                | 3-1 | 1-0 | 4-0 | 0-2 |     | 0-1 | 2-1 | 1-1 | 2-0 |
| Nebitçi Balkanabat       | 1-0 | 2-1 | 4-1 | 1-1 | 0-1 |     | 4-1 | 3-0 | 2-0 |
| Şagadam Türkmenbaşy      | 1-0 | 0-1 | 1-0 | 0-1 | 2-4 | 1-1 |     | 1-1 | 2-1 |
| Talyp Sporty Achgabat    | 0-1 | 0-1 | 1-1 | 1-4 | 2-5 | 0-2 | 3-1 |     | 2-1 |
| Turan Dashoguz           | 0-1 | 1-4 | 3-0 | 2-4 | 2-1 | 0-2 | 1-0 | 0-2 |     |

## Bilan de la saison
| Championnat du Turkménistan de football 2009                             |                          |
| Champion                                                                 | HTTU Achgabat (3e titre) |
| Coupes et trophées                                                       |                          |
| Vainqueur de la Coupe du Turkménistan 2009                               | FK Altyn Asyr            |
| Qualifications continentales                                             |                          |
| Coupe du président de l'AFC 2010                                         | HTTU Achgabat            |
| Promotions et relégations                                                |                          |
| Promus en Yokary Liga                                                    | FK Ahal Änew             |
| Relégués en Championnat du Turkménistan de football de deuxième division | Aucun                    |